# B.Samudravalli, Channarayapatna
B.Samudravalli là một làng thuộc tehsil Channarayapatna, huyện Hassan, bang Karnataka, Ấn Độ.